# Xenochrophis piscator
Espèce
Synonymes
- Hydrus piscator Linnaeus, 1758
- Tropidonotus quincunciatus Schlegel, 1837

Statut CITES
Xenochrophis piscator est une espèce de serpents de la famille des Natricidae.

## Répartition
Cette espèce rencontre en Asie, de la République populaire de Chine à l'Afghanistan et jusqu'en Indonésie.

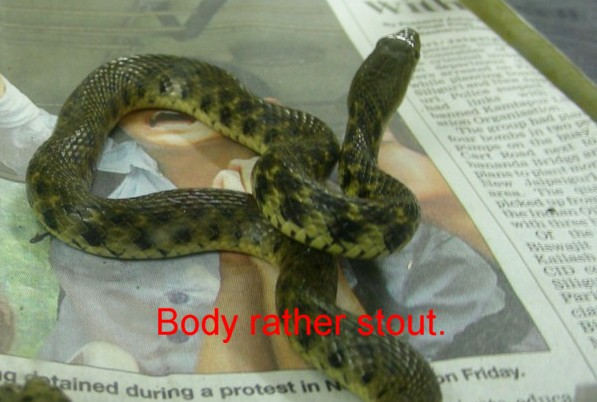

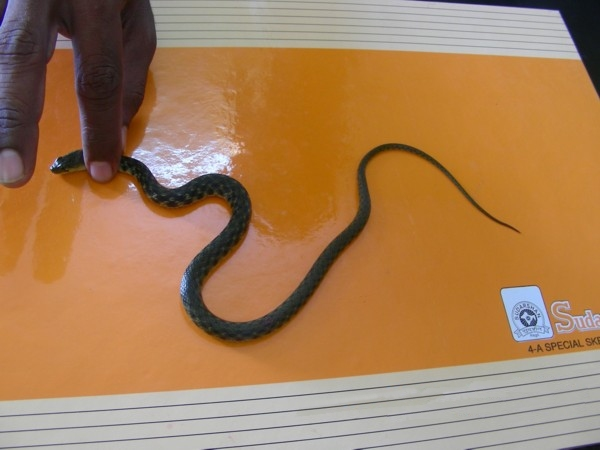

## Description
C'est un serpent ovipare.

## Publication originale
- Schneider, 1799 : Historiae amphibiorum naturalis et literariae fasciculus primus, vol. 1 (texte intégral).